# Bassols
Can Bassols és una masia situada al municipi de Santa Pau, a la comarca catalana de la Garrotxa. Inclosa a l'Inventari del Patrimoni Arquitectònic de Catalunya, es troba a 653 metres d'altitud.

## Descripció
Can Bassols és una gran casa de pagès que ha sofert moltes modificacions i afegits posteriors. Va ser feta amb carreus molt ben escairats als angles i obertures. Disposa de planta baixa, destinada al bestiar, dos pisos i golfes. La porta principal conserva una llinda sense cap inscripció. Annex a la casa hi ha una gran pallissa de construcció antiga però no ha conservat cap nom ni data. Cal destacar una petita llinda situada a la façana nord-est de la casa: "ME FISIT SAL-/VADOR 1789"
Es conserva una barana de ferro forjat amb ls inicials MB i la data 1899.